# 214 (số)
214 (hai trăm mười bốn) là một số tự nhiên ngay sau 213 và ngay trước 215.